# Don't Cha
„Don't Cha” este un cântec interpretat de grupul muzical american Pussycat Dolls. Piesa reprezintă single-ul de debut al grupului și este inclus pe primul album de studio semnat Pussycat Dolls, PCD. Compus de Cee-Lo, cântecul a devenit unul dintre cele mai bine vândute discuri single ale anului 2005, ocupând poziția cu numărul 4 în clasamentul mondial al anului 2005. „Don't Cha” a atins prima poziție în țări ca Australia, Brazilia, Canada, Germania sau Regatul Unit. Piesa i-a fost oferită inițial lui Paris Hilton, însă aceasta a refuzat-o.

Videoclipul pentru „Don’t Cha” a fost filmat în săptămâna din 11 aprilie 2005 de Paul Hunter. [ 74] În timpul unui interviu pentru MTV News, Scherzinger a explicat că videoclipul se concentrează pe încredere și distracție. „Versurile sunt: „Nu-ți dori ca prietena ta să fie fierbinte ca mine”, dar dacă te uiți la videoclip, totul este despre a fi tu însuți, să te distrezi și să fii încrezător – și să te simți fierbinte. Nu este atât de mult despre a arăta fierbinte... deși a arăta fierbinte este important.” Scherzinger l-a lăudat pe Busta Rhymes pentru colaborarea la videoclip, spunând: „Busta Rhymes este destul de nebun, omule. Este atât de amuzant. Este atât de umil și te face să te simți bine. Când ești în preajma lui, este magic. [...] Suntem atât de recunoscători că [Busta] a făcut-o și a făcut parte din asta cu noi." [ 75 ]
Videoclipul începe cu Pussycat Dolls care se întrec în jeep-uri, dintre care unul este un Ford Bronco, într-un canal de apă abandonat. Grupul este apoi văzut sosind la o petrecere subterană, unde efectuează diverse activități, cum ar fi sărituri pe o trambulină. Videoclipul este presărat cu prim-planuri ale fetelor și Rhymes care interpretează melodia, în timp ce mișcări de dans improvizate sunt prezentate în timpul refrenului. Inspirat de pole dance, rutina include și o mișcare numită slutdrop. Videoclipul este creditat cu începutul stilului slutdrop, care mai târziu a devenit popular printre artistele contemporane. [ 76] Pe tot parcursul videoclipului, Scherzinger este văzut purtând un hanorac cu „versuri” scrise în partea de sus, în timp ce ceilalți membri poartă „abia acolo fuste mini și abdomenul gol”. [ 77 ] [ 78 ] Creatorul Pussycat Dolls Robin Antin și producătorul de cântece CeeLo Green fac apariții cameo aproape de sfârșitul filmului.

## Lista melodiilor
Disc single pentru Statele Unite ale Americii
1. „Don't Cha” (editare radio - cenzurată) 4:00
2. „Don't Cha” (cu Busta Rhymes) (editare radio - cenzurată) 3:39

Disc single pentru Statele Unite ale Americii (Relansat)
1. „Don't Cha” (cu Busta Rhymes) (conținut explicit)
2. „Don't Cha” (remix fără Busta Rhymes - conținut explicit)

Maxi Single pentru Statele Unite ale Americii
1. „Don't Cha” (Ralphi Rosario Hot Freak remix)
2. „Don't Cha” (Kaskade editare radio)
3. „Don't Cha” (Ralphi's Hot Freak 12" Vox remix)
4. „Don't Cha” (Kaskade mixare)
5. „Don't Cha” (DJ Dan's Sqweegee dub)

Disc Single pentru Regatul Unit
1. „Don't Cha” (cu Busta Rhymes) (cu conținut explicit)
2. „Don't Cha” (editare radio)

Maxi Single pentru Regatul Unit
1. „Don't Cha” (cu Busta Rhymes) (cu conținut explicit)
2. „Don't Cha” (cu Busta Rhymes) (remix cu conținut explicit)
3. „Don't Cha” (editare radio)
4. „Don't Cha” (cu Busta Rhymes) (Videoclip)

Disc promoțional (S.U.A.)
1. „Don't Cha” (cu Busta Rhymes) (editare radio - cenzurată)
2. „Don't Cha” (instrumental)
3. „Don't Cha” (editare radio - cenzurată)
4. „Don't Cha” (Remix Reggaeton)

## Prezența în clasamente
„Don't Cha” a intrat în clasamentul Billboard Hot 100 pe locul 95 în luna mai a anului 2005. Cântecul a intrat în top 10 opt săptămâni mai târziu, ocupând locul 8. După alte câteva săptămâni, piesa atinge poziția secună în clasament, aflat în spatele cântecului Mariahei Carey, „We Belong Together”. 
Cântecul a atins poziții similare și în Europa, unde s-a clasat în top 100 în majoritatea clasamentelor unde a activat. Astfel, „Don't Cha” a atins poziția maximă în țări ca Belgia, Elveția, Germania, Irlanda, Norvegia, Noua Zeelandă, Regatul Unit sau România poziții de top 10 în Austria, Danemarca, Finlanda, Franța, Italia, Olanda sau Suedia.
În Oceania, cântecul a atins prima poziție atât în Australia cât și în Noua Zeelandă. În clasamentele ambelor țări, „Don't Cha”, a debutat direct pe prima poziție. În United World Chart, piesa a atins prima poziție, acumulând un total de 6.856.000.

## Clasamente
| Clasament (2005)          | Poziția maximă | Referință |
| ------------------------- | -------------- | --------- |
| Australia Singles Chart   | 1              | [ 2 ]     |
| Austrian Singles Chart    | 2              | [ 2 ]     |
| Belgium Singles Chart     | 1              | [ 2 ]     |
| Brasil Hot 100            | 1              | [ 5 ]     |
| Canadian Singles Chart    | 1              | [ 6 ]     |
| China Singles Chart       | 3              | [ 5 ]     |
| Denmark Top 20 Singles    | 2              | [ 2 ]     |
| Dutch Singles Chart       | 2              | [ 2 ]     |
| Euro 200                  | 1              | [ 7 ]     |
| Finland Top 20 Singles    | 1              | [ 2 ]     |
| France Top 100 Singles    | 6              | [ 2 ]     |
| German Singles Chart      | 1              | [ 2 ]     |
| Greece Singles Chart      | 9              | [ 5 ]     |
| Irish Singles Chart       | 1              | [ 2 ]     |
| Italian Singles Chart     | 4              | [ 2 ]     |
| New Zealand Singles Chart | 1              | [ 2 ]     |

| Clasament                        | Poziția maximă | Referință |
| -------------------------------- | -------------- | --------- |
| Norway Singles Chart             | 1              | [ 2 ]     |
| Romanian Singles Chart           | 1              | [ 4 ]     |
| Sweden Singles Chart             | 5              | [ 2 ]     |
| Swiss Singles Chart              | 1              | [ 2 ]     |
| UK Singles Chart                 | 1              | [ 2 ]     |
| Ukraine Singles Chart            | 6              | [ 5 ]     |
| U.S. Billboard Hot 100           | 2              | [ 6 ]     |
| U.S. Pop 100                     | 1              | [ 6 ]     |
| U.S. Dance Club Play[A]          | 1              | [ 6 ]     |
| U.S. Dance Club Play[B]          | 12             | [ 6 ]     |
| U.S. R&B/Hip-Hop Songs           | 8              | [ 6 ]     |
| U.S. Billboard Hot Dance Airplay | 1              | [ 6 ]     |
| U.S. Billboard Hot Digital Songs | 2              | [ 6 ]     |
| U.S. Ringtones                   | 5              | [ 6 ]     |
| United World Chart               | 1              | [ 2 ]     |

- A ^ Remix
- B ^ Versiune originală

## Predecesori și succesori
| Predecesor: „Ghetto Gospel” de 2Pac              | Locul 1 în Australian Singles Chart 28 august 2005 – 25 septembrie 2005    | Succesor: „Shine” de Shannon Noll                          |
| Predecesor: „Shine” de Shannon Noll              | Locul 1 în Australian Singles Chart 9 octombrie 2005 – 16 octombrie 2005   | Succesor: „Gold Digger” de Kanye West featuring Jamie Foxx |
| Predecesor: „Listen To Your Heart” de D.H.T.     | Locul 1 în Billboard Hot Dance Airplay 24 iulie 2005 – 31 iulie 2005       | Succesor: „We Belong Together” de Mariah Carey             |
| Predecesor: „We Belong Together” de Mariah Carey | Locul 1 în Billboard Hot Dance Airplay 21 august 2005 – 15 septembrie 2005 | Succesor: „These Words” de Natasha Bedingfield             |
| Predecesor: „On My Own” de Hedley                | Locul 1 în Canadian Singles Chart 18 august 2005 – 13 octombrie 2005       | Succesor: „Cool” de Gwen Stefani                           |
| Predecesor: „Axel F” de Crazy Frog               | Locul 1 în New Zeeland Singles Chart 22 august 2005 – 29 august 2005       | Succesor: „Axel F” de Crazy Frog                           |
| Predecesor: „Bad Day” de Daniel Powter           | Locul 1 în Irish Singles Chart 15 septembrie 2005 – 29 august 2005         | Succesor: „Push The Button” de Sugababes                   |
| Predecesor: „Dare” de Gorillaz                   | Locul 1 în UK Singles Chart 17 septembrie 2005 – 7 octombrie 2005          | Succesor: „Push The Button” de Sugababes                   |
| Predecesor: „We Belong Together” de Mariah Carey | Locul 1 în United World Chart 24 septembrie 2005 – 1 octombrie 2005        | Succesor: „Don't Lie” de The Black Eyed Peas               |
| Predecesor: „Don't Lie” de The Black Eyed Peas   | Locul 1 în United World Chart 8 octombrie 2005 – 5 noiembrie 2005          | Succesor: „Tripping” de Robbie Williams                    |
| Predecesor: „Celice” de A-ha                     | Locul 1 în Norvegian Singles Chart 26 octombrie 2005 – 16 noiembrie 2005   | Succesor: „Hung Up” de Madonna                             |